# NGC 182
NGC 182 es una galaxia espiral intermedia localizada en la constelación de Piscis.